# Uruguay en los Juegos Olímpicos de Sídney 2000
Uruguay estuvo representado en los Juegos Olímpicos de Sídney 2000 por un total de 15 deportistas, 12 hombres y 3 mujeres, que compitieron en 7 deportes.
La portadora de la bandera en la ceremonia de apertura fue la atleta Mónica Falcioni.

## Medallistas
El equipo olímpico uruguayo obtuvo las siguientes medallas:
| Nombre         | Deporte           | Competición          |
| -------------- | ----------------- | -------------------- |
| Oro            |                   |                      |
| —              |                   |                      |
| Plata          |                   |                      |
| Milton Wynants | Ciclismo de pista | Carrera por puntos M |
| Bronce         |                   |                      |
| —              |                   |                      |